# Independence Bowl 2014
Match précédent Match suivant
L’Independence Bowl 2014 est un match de football américain de niveau universitaire joué après la saison régulière de 2014, le 27 décembre 2014 au Independence Stadium à Shreveport
en Louisiane. 
Il s'agissait de la 39e édition de l'Independence Bowl.
Le match a mis en présence l'équipe des South Carolina Gamecocks issue de la Southeastern Conference et de l'équipe des Miami Hurricanes issue de la Atlantic Coast Conference.
Il a débuté à 02:35 pm (heure locale) et a été retransmis en télévision sur ABC.
Sponsorisé par la société Duck Commander, le match fut officiellement dénommé le  Duck Commander Independence Bowl 2014.
Les South Carolina Gamecocks gagnent le match sur le score de 24 à 21.

## Présentation du match
Le match a mis en présence l'équipe des Gamecocks de la Caroline du Sud issue de la SEC à  l'équipe des Hurricanes de Miami issue de l'ACC.
Il s'agit de la 16e rencontre entre ces deux équipes, Miami menant les statistiques (8 victoires–5 défaites–2 nuls). Leur dernière rencontre a eu lieu en 1987.

### Gamecocks de la Caroline du Sud
Avec un bilan global en saison régulière de 6 victoires et 6 défaites, South Carolina Gamecocks est éligible et accepte l'invitation pour participer au Independence Bowl de 2014.
Ils terminent 5e de l'Eastern Division de la Southeastern Conference derrière #14 Missouri, 
#9 Georgia, Florida et Tennessee, avec un bilan en division de 3 victoires et 5 défaites.
Il s'agit de leur 2e participation à l'Independence Bowl. Ils avaient perdu l'Independence Bowl 2005, 38 à 31 contre Missouri Tigers.

### Hurricanes de Miami
Avec un bilan global en saison régulière de 6 victoires et 6 défaites, Miami Hurricanes est éligible et accepte l'invitation pour participer au Independence Bowl de 2014.
Ils terminent 5e de la Coastal Division de la Atlantic Coast Conference derrière #8 Georgia Tech, Duke, North Carolina et Pittsburgh, avec un bilan en division de 3 victoires et 5 défaites.
Il s'agit de leur 1er apparition au Independence Bowl.

## Résumé du match
| ÉVOLUTION DU SCORE de l'INDEPENDENCE BOWL 2014 |                              |                              |                              |                              |                              | |       |       |
| QT                                             | Temps                        | Drive                        | Drive                        | Drive                        | Équipe                       | Description de l'action | Score | Score |
|                                                |                              | Jeux                         | Yards                        | TDP                          |                              | | SCU   | MIA   |
| 1                                              | 07:56                        | 11                           | 65                           | 05:06                        | MIA                          | FG de 27 yards par kicker Michael Badgley | 0     | 3     |
| 2                                              | 13:27                        | 12                           | 69                           | 05:32                        | MIA                          | FG de 26 yards par kicker Michael Badgley | 0     | 6     |
| 2                                              | 07:50                        | 2                            | 78                           | 00:20                        | SCU                          | TD de 78 yards par WR Pharoh Cooper à la suite d'une réception d'une passe de QB Dylan Thompson + 1 point de conversion par kicker Elliott Fry      | 7     | 6     |
| 2                                              | 05:25                        | 6                            | 53                           | 01:33                        | SCU                          | TD de 15 yards par RB Mike Davis à la suite d'une réception d'une passe de QB Dylan Thompson + 1 point de conversion par kicker Elliott Fry         | 14    | 6     |
| 2                                              | 01:39                        | 9                            | 41                           | 03:40                        | SCU                          | FG de 32 yards par kicker Elliott Fry | 17    | 6     |
| 3                                              | 01:43                        | 10                           | 93                           | 05:23                        | MIA                          | TD à la suite d'une course de 3 yards de RB Gus Edwards + tentative de conversion à 2 points réussie (passe de QB Brad Kaaya vers WR Malcolm Lewis) | 17    | 14    |
| 4                                              | 04:13                        | 3                            | 29                           | 01:11                        | SCU                          | TD à la suite d'une course de 2 yards de QB Dylan Thompson + 1 point de conversion par kicker Elliott Fry                                           | 24    | 14    |
| 4                                              | 02:16                        | 7                            | 72                           | 01:57                        | MIA                          | TD de 11 yards par WR Phillip Dorsett à la suite d'une réception d'une passe de QB Brad Kaaya + 1 point de conversion par kicker Michael Badgley    | 24    | 21    |
| "TDP" = temps de possession.                   | "TDP" = temps de possession. | "TDP" = temps de possession. | "TDP" = temps de possession. | "TDP" = temps de possession. | "TDP" = temps de possession. | "TDP" = temps de possession. | 24    | 21    |

## Statistiques
| Statistiques par Équipes               | Statistiques par Équipes | Statistiques par Équipes |
| Statistiques                           | SCU                      | MIA                      |
| -------------------------------------- | ------------------------ | ------------------------ |
| 1er downs                              | 16                       | 21                       |
| Conversion de 3e Down                  | 7/15                     | 6/14                     |
| Conversion de 4e Down                  | 0/1                      | 1/2                      |
| Jeux–yards                             | 64 jeux pour 354 yards   | 73 jeux pour 422 yards   |
| Yards à la course                      | 60                       | 186                      |
| Yards à la passe                       | 294                      | 236                      |
| Passes : Réussies-Tentées-Interceptées | 22/34 - 0 Int.           | 19/33 - 1 Int.           |
| Réussite en zone rouge/chances         | 3/4                      | 4/4                      |
| TD                                     | 2                        | 2                        |
| Field Goals                            | 1 réussi sur 4 tentés    | 2/4                      |
| Sacks (Nombre-Yards perdus)            | 2 (9 yards)              | 2 (24 yards)             |
| Fumbles (Nombre/Perdus)                | 0                        | 0                        |
| Pénalités (Nombre/Yards perdus)        | 5 (61 yards)             | 5 (40 yards)             |
| Temps de possession                    | 28:50                    | 31:10                    |

| Meilleur Joueur (MVP) | Meilleur Joueur (MVP)    | Meilleur Joueur (MVP) |
| --------------------- | ------------------------ | --------------------- |
| Nom                   | Équipe                   | Poste                 |
| Pharoh Cooper         | South Carolina Gamecocks | WR                    |

| Statistiques Individuelles | Statistiques Individuelles | Statistiques Individuelles                    |
| -------------------------- | -------------------------- | --------------------------------------------- |
| Quaterbacks                |                            |                                               |
| SCU                        | Dylan Thompson             | 22/34, 0 Int., 294 yards, 2 TD, 2 sacks subis |
| MIA                        | Brad Kaaya                 | 19/33, 1 Int., 236 yards, 1 TD, 2 sacks subis |
| Meilleurs Coureurs         |                            |                                               |
| SCU                        | Mike Davis                 | 13 courses, 61 yards, 0 TD                    |
| MIA                        | Duke Johnson               | 24 courses, 143 yards, 0 TD                   |
| Meilleurs Receveurs        |                            |                                               |
| SCU                        | Pharoh Cooper              | 9 Réc., 170 yards, 1 TD                       |
| MIA                        | Duke Johnson               | 5 Réc., 51 yards, 0 TD                        |
| Meilleurs Tackleurs        |                            |                                               |
| SCU                        | Skai Moore                 | 8 tackles, 3 assistes                         |
| MIA                        | Denzel Perryman            | 6 tackles, 2 assistes                         |